# Districte d'Étampes
El Districte d'Étampes és un dels tres districtes amb què es divideix el departament francès de l'Essonne, a la regió de l'Illa de França. Té 4 cantons i 76 municipis. El cap del districte és la sotsprefectura d'Étampes.

## Composició

### Cantons
- cantó d'Arpajon (en part)
- cantó de Dourdan (en part)
- cantó d'Étampes
- cantó de Mennecy (en part)

### Municipis
Els municipis del districte d'Étampes, i el seu codi INSEE, son:
1. Abbéville-la-Rivière (91001)
2. Angerville (91016)
3. Arrancourt (91022)
4. Authon-la-Plaine (91035)
5. Auvers-Saint-Georges (91038)
6. Baulne (91047)
7. Blandy (91067)
8. Bois-Herpin (91075)
9. Boissy-la-Rivière (91079)
10. Boissy-le-Cutté (91080)
11. Boissy-le-Sec (91081)
12. Boissy-sous-Saint-Yon (91085)
13. Bouray-sur-Juine (91095)
14. Boutervilliers (91098)
15. Boutigny-sur-Essonne (91099)
16. Bouville (91100)
17. Breux-Jouy (91106)
18. Brières-les-Scellés (91109)
19. Brouy (91112)
20. Cerny-sur-l'Essonne (91129)
21. Chalo-Saint-Mars (91130)
22. Chalou-Moulineux (91131)
23. Chamarande (91132)
24. Champmotteux (91137)
25. Chatignonville (91145)
26. Chauffour-lès-Étréchy (91148)
27. Congerville-Thionville (91613)
28. Corbreuse (91175)
29. D'Huison-Longueville (91198)
30. Dourdan (91200)
31. Estouches (91222)
32. Étampes (91223)
33. Étréchy (91226)
34. La Ferté-Alais (91232)
35. Fontaine-la-Rivière (91240)
36. La Forêt-le-Roi (91247)
37. La Forêt-Sainte-Croix (91248)
38. Les Granges-le-Roi (91284)
39. Guigneville-sur-Essonne (91293)
40. Guillerval (91294)
41. Itteville (91315)
42. Janville-sur-Juine (91318)
43. Lardy (91330)
44. Marolles-en-Beauce (91374)
45. Mauchamps (91378)
46. Méréville (91390)
47. Mérobert (91393)
48. Mespuits (91399)
49. Mondeville (91412)
50. Monnerville (91414)
51. Morigny-Champigny (91433)
52. Ormoy-la-Rivière (91469)
53. Orveau (91473)
54. Plessis-Saint-Benoist (91495)
55. Puiselet-le-Marais (91508)
56. Pussay (91511)
57. Richarville (91519)
58. Roinville (91525)
59. Roinvilliers (91526)
60. Saclas (91533)
61. Saint-Chéron (91540)
62. Saint-Cyr-la-Rivière (91544)
63. Saint-Cyr-sous-Dourdan (91546)
64. Saint-Escobille (91547)
65. Saint-Hilaire (91556)
66. Saint-Sulpice-de-Favières (91578)
67. Saint-Yon (91581)
68. Sermaise (91593)
69. Souzy-la-Briche (91602)
70. Torfou (91619)
71. Valpuiseaux (91629)
72. Le Val-Saint-Germain (91630)
73. Vayres-sur-Essonne (91639)
74. Videlles (91654)
75. Villeconin (91662)
76. Villeneuve-sur-Auvers (91671)